# The ReVe Festival 2022 – Birthday
The ReVe Festival 2022 – Birthday – dziesiąty minialbum południowokoreańskiej grupy Red Velvet, wydany 28 listopada 2022 roku przez wytwórnię SM Entertainment. Płytę promował singel „Birthday”.

## Lista utworów
| CD | CD                            | CD                       | CD | CD                                                  | CD      |
| Nr | Tytuł utworu                  | Tekst                    | Kompozycja                                                                                             | Aranżacja                                           | Długość |
| -- | ----------------------------- | ------------------------ | --- | --------------------------------------------------- | ------- |
| 1. | „Birthday”                    | Kim Min-ji (Jam Factory) | Ejae, Kole, Isaac Han, Aaron Kim, Ghostchild Ltd, Loosen Door                                          | Isaac Han, Aaron Kim, Ghostchild Ltd, Loosen Door   | 3:36    |
| 2. | „Bye Bye”                     | Kenzie                   | Kenzie, Ludwig Evers, Jonatan Gusmark, Moa "Cazzi Opeia" Carlebecker, Ellen Berg                       | Kenzie, Moonshine                                   | 3:16    |
| 3. | „On a Ride” (kor. 롤러코스터) | Danke (Lalala Studio)    | Ryvng (153/Joombas), Maynine (153/Joombas), Tim Tan, Ciara Muscat, Perrie (153/Joombas), Oh Hyung-seok | Tim Tan, Ryvng (153/Joombas), Maynine (153/Joombas) | 3:19    |
| 4. | „Zoom”                        | Hwang Yu-bin             | Jinbyjin, Karen Poole, Farida Bolseth Benounis, Sondre Mulongo Nystrøm, Anne Judith Wik (Dsign Music)  | Jinbyjin                                            | 3:04    |
| 5. | „Celebrate”                   | Bay (153/Joombas)        | Kenneth Chris Mackey, Anna Graceman                                                                    | Chris "Dirty Rice" Mackey                           | 2:44    |

## Notowania
| Lista                              | Pozycja |
| ---------------------------------- | ------- |
| South Korean Albums (Circle)       | 2       |
| Japanese Albums (Oricon)           | 16      |
| Japanese Combined Albums (Oricon)  | 18      |
| Japan Hot Albums (Billboard Japan) | 11      |

## Nagrody w programach muzycznych
| Program               | Data            | Źródło |
| --------------------- | --------------- | ------ |
| Show Champion (MBC M) | 7 grudnia 2022  | [ 6 ]  |
| Show Champion (MBC M) | 14 grudnia 2022 | [ 7 ]  |

## Sprzedaż
| Kraj             | Sprzedaż   |
| ---------------- | ---------- |
| Korea Południowa | 1 014 751+ |
| Japonia          | 10 095+    |